# American Horror Story: Apocalypse
American Horror Story: Apocalypse là mùa thứ tám của serie phim truyền hình kinh dị ngắn American Horror Story được công bố ngày 12 tháng 1 năm 2017 và trước đó được biết đến dưới tên trên phim trường là Phóng xạ. Tựa đề tận thế được chính thức công bố tại San Diego Comic Con ngày 19 tháng 7 năm 2018. Các diễn viên quay lại tham gia mùa phim mới là Sarah Paulson, Kathy Bates, Evan Peters, Adina Porter, Emma Roberts, Cheyenne Jackson, Billy Eichner, Leslie Grossman, Billie Lourd, Jessica Lange, Taissa Farmiga, Gabourey Sidibe, Lily Rabe, Frances Conroy, Stevie Nicks, Connie Britton, Dylan McDermott, and Erika Ervin cùng sự tham gia lần đầu của minh tinh Joan Collins và Cody Fern.
Tháng 10 năm 2016, Murphy cho biết một mùa phim kết nối (crossover) giữa Nhà sát nhân và Hội phù thủy đang được thực hiện. Mặc dù tháng 1 năm 2018, ông cho biết mùa thứ chín sẽ là mùa phim crossover; nhưng kế hoạch đã thay đổi khi Murphy bất ngờ công bố vào tháng 6 rằng mùa thứ tám sẽ là mùa kết nối giữa Nhà sát nhân và Hội phù thủy. Phim ra mắt ngày 12 tháng 9 năm 2018 với tổng cộng mười tập.

## Cốt truyện
Con trai của quỷ Satan, Michael Langdon (Nhà sát nhân), đã trải qua khoảng thời gian niên thiếu khó khăn vì không tìm được mục đích sống cũng như lúng túng trước năng lực Hắc ám của mình. Sau khi giết hại nhiều sinh vật sống trong đời và bị ruồng bỏ, cậu được thu nạp vào trường nam sinh Hawthorne dành cho các pháp sư dưới danh nghĩa một pháp sư thần đồng với sức mạnh vô biên. Khao khát có được một Alpha có sức mạnh ngang ngửa phù thủy tối cao để chấm dứt thời đại thống trị của các phù thủy nữ. Các pháp sư đã phớt lờ sự thật rằng Michael không đơn giản chỉ là pháp sư và quyết tâm hậu thuẫn cậu lên ngôi phù thủy tối cao.
Trước quyền năng quá lớn của Michael, phù thủy tối cao Cordelia Goode (Hội phù thủy) đi bước lùi khi cho Michael thi đỗ kỳ thi bảy kỳ quan và âm thầm gầy dựng lực lượng nhằm đánh úp Michael. Khi Langdon liên kết được với giáo hội Satan và hội kín Illuminati. Chúng cùng nhau thảm sát toàn bộ phù thủy và pháp sư và mang hàng trăm quả bom nguyên tử san phẳng địa cầu. Toàn bộ hy vọng của nhân loại dồn hết lên vai Mallory, nữ phù thủy Tối cao mới cùng thần chú du hành thời gian quyết tâm giết chết Michael Langdon từ trong trứng nước.

## Diễn viên
- Sarah Paulson vai Wilhemina Venable, Cordelia Goode, và Billie Dean Howard[8][9][10]
- Evan Peters vai Mr. Gallant, James Patrick March, Tate Langdon, và Jeff Pfister[11][12][13]
- Adina Porter vai Dinah Stevens[9][14]
- Billie Lourd vai Mallory[9][15]
- Leslie Grossman vai Coco St. Pierre Vanderbilt[9][14]
- Cody Fern vai Michael Langdon[16]
- Emma Roberts vai Madison Montgomery[17]
- Cheyenne Jackson vai John Henry Moore[14]
- Kathy Bates vai Miriam Mead và Delphine LaLaurie[9][10][11]

### Các vai khác
- Joan Collins vai Evie Gallant[13][18]
- Jeffrey Bowyer-Chapman vai Andre Stevens[19][20]
- Kyle Allen vai Timothy Campbell[13][19]
- Ash Santos vai Emily[13][21]
- Erika Ervin vai the Fist[22]
- Billy Eichner vai Brock[14]
- Chad James Buchanan vai Stu
- Sean Blakemore vai Đặc vụ
- Lesley Fera vai Đặc vụ[23]
- Frances Conroy vai Myrtle Snow[24][25]
- Billy Porter[26]
- Jessica Lange vai Constance Langdon[8]
- Taissa Farmiga vai Zoe Benson và Violet Harmon[12][24][25]
- Gabourey Sidibe vai Queenie[24][27]
- Lily Rabe vai Misty Day[24][25]
- Stevie Nicks [24][25]
- Connie Britton vai Vivien Harmon[28][29]
- Dylan McDermott vai Dr. Ben Harmon[28][29]

Ngoài ra, tại sự kiện tiền-Emmy của Hội kín, Ryan Murphy cho biết sẽ có ba vai chính là người thuộc chủng tộc thiểu số, điều này về sau không còn chính xác. 
Joan Collins, Cheyenne Jackson, Adina Porter, Billiy Eichner và Leslie Grossman cũng đã được xác nhận tham gia tại sự kiện này. Anjelica Huston, chị gái của Danny Huston (vai Sát nhân người Rìu trong Hội phù thủy), cũng đang được Ryan Murphy ngỏ ý mời tham gia.

## Tập phim
| TT. tổng thể | TT. trong mùa phim | Tiêu đề                  | Đạo diễn              | Biên kịch                  | Ngày phát hành gốc   | Mã sản xuất | Người xem tại US (triệu) |
| --- | ------------------ | ------------------------ | --------------------- | -------------------------- | -------------------- | ----------- | ------------------------ |
| 85 | 1                  | "The End"                | Bradley Buecker       | Ryan Murphy & Brad Falchuk | 12 tháng 9 năm 2018  | 8ATS01      | 3.08                     |
| In the near future, nuclear missiles destroy the world and start a nuclear winter. Thanks to her family's private plane, billionaire socialite Coco St. Pierre Vanderbilt manages to escape the destruction of Los Angeles with her assistant Mallory, her hairdresser Mr. Gallant, and his grandmother, Evie. Coco's boyfriend Brock tries to meet with the plane but is stranded in Los Angeles. Meanwhile, an organization known as "The Cooperative" selects young adults to save from the apocalypse, based on their genetic makeup. Two of the selected, Timothy and Emily, are sent to Outpost 3, an underground base led by Ms. Wilhemina Venable and her assistant Ms. Mead. There, they are reunited with other survivors, including Coco, Mallory, Mr. Gallant, and Evie. Life at the Outpost includes strict rules and severe punishments. Eighteen months pass and the situation and food supplies are in critical condition at the Outpost. A man from the Cooperative, Michael Langdon, arrives and announces that he will judge who deserves to be truly saved. |                    |                          |                       |                            |                      |             |                          |
| 86 | 2                  | "The Morning After"      | Jennifer Lynch        | James Wong                 | 19 tháng 9 năm 2018  | 8ATS02      | 2.21                     |
| Langdon introduces himself to the guests of Outpost 3 and explains his duty. He asks Mr. Gallant about his sexual orientation and his hatred towards his grandmother. Later, the Rubber Man approaches Gallant in his bedroom, and Evie catches the two having sex. She reports their insubordination to Ms. Mead. Timothy and Emily discover recent Cooperative e-mails detailing Venable's transgressions against proper Outpost protocol. Gallant refuses to reveal the identity of the Rubber Man to Venable. Gallant assures Langdon that he did not reveal his identity, and Langdon asserts that he is not the Rubber Man and would never have sex with him. Timothy and Emily cast aspersions on the rules of Outpost 3, and they have sex for the first time. The Rubber Man attempts to seduce Gallant once again, and Gallant stabs him with scissors. Langdon appears, and Gallant finds himself looking upon his grandmother's bloody corpse. Timothy and Emily are caught in bed and are sentenced to death. Timothy shoots Mead in the stomach, and her wound reveals internal wiring and white liquid. |                    |                          |                       |                            |                      |             |                          |
| 87 | 3                  | "Forbidden Fruit"        | Loni Peristere        | Manny Coto                 | 26 tháng 9 năm 2018  | 8ATS03      | 1.95                     |
| Langdon unveils his true demonic form to Mallory, and she makes flames shoot from a fireplace. Venable confides to Mead that she has not been selected to move on to the Sanctuary and Mead suggests they kill everyone. Brock navigates a nuclear wasteland and guns down a cannibalistic tribe. He then beholds a horse-drawn carriage pass by. The carriage delivers apples to Outpost 3, and Venable resolves to inject them with venom. Brock infiltrates Outpost 3 and attends Venable's Halloween masquerade ball. Coco, presuming Brock to be Langdon in costume, seduces him back to her bedroom. Brock then reveals himself to Coco and stabs her in the forehead. The Outpost 3 guests bob for poisonous apples. Venable instructs everyone to wait to eat simultaneously. The guests comply and concurrently succumb to the poison. Venable and Mead confront Langdon, and Venable proclaims that they will be making the selections. Mead shoots Venable under order from Langdon. Langdon tells Mead she was modeled after a caregiver from his childhood, which consoles her. Later, Cordelia Goode, Madison Montgomery, and Myrtle Snow descend upon Outpost 3 and Cordelia resurrects Mallory, Dinah, and Coco. |                    |                          |                       |                            |                      |             |                          |
| 88 | 4                  | "Could It Be... Satan?"  | Sheree Folkson        | Tim Minear                 | 3 tháng 10 năm 2018  | 8ATS04      | 2.02                     |
| Three years before the nuclear blast, the Hawthorne School for Exceptional Young Men (a school for warlocks and the future Outpost 3) seeks out Michael Langdon, who has been arrested for killing a man who insulted the woman Mead is modeled after, as well as the arresting officer. He is put through several tests and displays tremendous abilities. At Miss Robichaux's Academy, Zoe is impressed by Mallory's skill at witchcraft. The Coven is summoned to Hawthorne for a meeting, and Cordelia scoffs at the Grand Chancellor's suspicion that Michael may be the first male Supreme, known as the Alpha. To prove his power, Michael saves Queenie from eternal damnation at the Hotel Cortez (which Cordelia was previously unable to do) and fetches Madison from her personal hell. |                    |                          |                       |                            |                      |             |                          |
| 89 | 5                  | "Boy Wonder"             | Gwyneth Horder-Payton | John J. Gray               | 10 tháng 10 năm 2018 | 8ATS05      | 2.12                     |
| Cordelia has a frightening vision of a destroyed Miss Robichaux's Academy and being attacked by disease-ridden people. Later, she announces that Langdon will take the Seven Wonders, something that she is berated for by Myrtle. Mallory's abilities soon intensify, and Cordelia reveals that she is dying and slowly losing her Supremacy. John Henry Moore discovers Langdon's true self, but Mead interferes before he can warn anyone and kills him. During the test, Cordelia asks Langdon to bring Misty Day back to life, so he breaks her out of her personal hell. It is revealed that Cordelia has been planning an army against Langdon and used him to resurrect her students. Later, Cordelia asks Madison and a suspicious Behold to investigate Langdon's origins at the Murder House. |                    |                          |                       |                            |                      |             |                          |
| 90 | 6                  | "Return to Murder House" | Sarah Paulson         | Crystal Liu                | 17 tháng 10 năm 2018 | 8ATS06      | 2.01                     |
| Madison and Behold buy the Murder House on behalf of the Coven, under the pretense that they are a married couple. They cast a spell to force the spirits of the house to appear to them. They encounter the ghost of Constance Langdon, who agrees to provide information on her grandson Michael if they banish her old nemesis, Moira O'Hara, from the house. Madison and Behold exhume Moira's bones and bury them with her mother's; Moira is then set free from the house. Constance tells them that she sensed evil in Michael from very early on. In his youth, he began killing animals and then his babysitter. After Michael ages ten years overnight, Constance enlists the help of a Catholic priest, whom Michael kills. Constance, out of hopelessness, commits suicide in the Murder House, where she is reunited with Tate, Beauregard, and her fourth child, a little girl with no eyes. Madison and Behold then interview Ben and Vivien Harmon, who further reveal the evil in Michael's soul. Vivien tells them that Michael's father is neither Ben nor Tate but the evil of the Murder House. Before leaving with Behold, Madison reunites Tate and Violet. |                    |                          |                       |                            |                      |             |                          |
| 91 | 7                  | "Traitor"                | Jennifer Lynch        | Adam Penn                  | 24 tháng 10 năm 2018 | 8ATS07      | 1.85                     |
| With the help of voodoo queen Dinah Stevens, Cordelia arranges a meeting with Papa Legba in an attempt to prevent Langdon's plans. Legba reveals that he owns Nan's soul and agrees to help entrap Langdon under the condition that Cordelia give him the souls of the remaining girls. Cordelia refuses, and Legba disappears. To learn more about the warlocks and their plans, Madison enlists the help of Myrtle's long-time friend, witch-actress Bubbles McGee, who specializes in reading the thoughts and souls of others. At a dinner party held by Myrtle, Bubbles discovers that Ariel and Baldwin know about the death of John Henry and that they are planning to kill the women of the coven. Zoe suspects Mallory to be the true next Supreme after she saves Coco from choking, and confides in Cordelia. Later, Mallory passes the Seven Wonders after successfully resurrecting John Henry. The coven then captures Ariel, Baldwin, and Mead and burns them at the stake for their betrayals. |                    |                          |                       |                            |                      |             |                          |
| 92 | 8                  | "Sojourn"                | Bradley Buecker       | Josh Green                 | 31 tháng 10 năm 2018 | 8ATS08      | 1.63                     |
| After breaking down over Mead's charred remains, Langdon is confronted by Cordelia, who informs him that a spell hides Mead's soul. Langdon, unable to bring her back, flees into the forest seeking guidance from Satan. Unsuccessfully, Langdon remains strong but confused and is led to an obscure Satanic church in the city. At the church, he meets Madelyn, who takes him to her home and offers him food. At her house, Madelyn tells Langdon that she has secured everything in life by selling her soul. Langdon reveals that he is the Antichrist, and Madelyn takes him back to the church, where the congregation falls at his feet in worship. Langdon tells his followers that he has no ambition or plan now that Mead is dead, despite their willingness to help usher in the end of times. Madelyn takes Langdon to a robotics corporation run by engineers Mutt and Jeff, who have sold their souls the same way the other Satanists have. It is revealed that Ms. Venable worked for the corporation before the nuclear blast and that Mutt and Jeff were responsible for creating Mead's android. |                    |                          |                       |                            |                      |             |                          |
| 93 | 9                  | "Fire and Reign"         | Jennifer Arnold       | Asha Michelle Wilson       | 7 tháng 11 năm 2018  | 8ATS09      | 1.65                     |
| Dinah helps Langdon and Mead infiltrate the Coven in exchange for Satan green-lighting her talk show. Mead kills most of the witches, including Queenie, Bubbles, and Zoe. Cordelia is unable to resurrect them as Langdon destroyed their souls. The remaining girls take refuge in Misty's swamp-shack, where Myrtle tells them of an ancient spell that can undo past events. Myrtle asks Mallory to travel to Russia in 1918 and save Grand Duchess Anastasia Nikolaevna, a witch, from her execution. Mallory's attempt to save Anastasia fails, although Myrtle notes that she is the first witch to travel through time successfully. Because of Mallory's near-success, Cordelia contemplates her own death so Mallory can rise as the new Supreme, but Myrtle discourages her. Cordelia and Myrtle find that Langdon has murdered all the warlocks, including John Henry and Behold, at Hawthorne's School. Mutt and Jeff, who have been controlling Mead the whole time, meet with Langdon and inform him that the Cooperative is the ancient Order of the Illuminati, an organization made up of world elites that have sold their souls to Satan. Langdon meets with the Illuminati, informing them of the Outposts and plans the end of times.                                                                                          |                    |                          |                       |                            |                      |             |                          |
| 94 | 10                 | "Apocalypse Then"        | Bradley Buecker       | Ryan Murphy & Brad Falchuk | 14 tháng 11 năm 2018 | 8ATS10      | 1.83                     |
| After discovering Langdon's plan for the Outposts, the Coven decide to hide Coco and Mallory in Outpost 3 by giving them new identities and making sure they survive the apocalypse while Mallory's powers are growing. After discovering Dinah's involvement with Langdon, Cordelia, Myrtle, and Madison bury themselves in the swamp mud to survive the nuclear blast. After the apocalypse, the Coven faces Langdon. As Dinah pledges allegiance to Langdon, a newly regenerated Marie Laveau kills her for her betrayal. Cordelia then destroys Mead while Madison shoots Langdon to buy Mallory's time travel spell. While Langdon kills Madison, Marie, and Coco, Mallory is stabbed by Brock, prompting Cordelia to sacrifice herself to allow Mallory's rise as the new Supreme. Mallory casts the spell and returns to 2015, where she runs over a younger Langdon multiple times. Michael begs Constance to take him to the Murder House to preserve his spirit, but she refuses, thus preventing the apocalypse. Mallory eventually returns to Miss Robichaux's Academy, saving Queenie, Misty, and Madison from their future fates. Meanwhile, Timothy and Emily meet in the new present and, years later, have a son together, who later kills his nanny. Anton LaVey, Samantha Crowe, and Mead visit them, claiming they came to help. |                    |                          |                       |                            |                      |             |                          |

## Sản xuất

### Cốt truyện và diễn viên
Ngày 12 tháng 1 năm, 2017, muà thứ 8 chính thức được lên lịch chiếu trong năm 2018. Ngày 5 tháng 1 năm 2018, nhà sản xuất Ryan Murphy công bố mùa phim sẽ diễn ra trong tương lai, cụ thể vào ngày 6 tháng 4, thì nội dung được cho biết sẽ xảy ra trong mười tám tháng so với hiện tại và sẽ có tông truyện giống với Nhà thương điên và Hội phù thủy. Phim bấm máy ngày 16 tháng 6 năm 2018.
Ngày 1 tháng 10 năm năm 2017, gương mặt quen thuộc Sarah Paulson công bố sẽ trở lại với mùa tám và nhân vật của cô sẽ đeo các dụng cụ nha khoa. Ngày 4 tháng 4 năm 2018, minh tinh Joan Collins tham gia với trong vai bà của nhân vật của Evan Peters và  Peters sẽ thủ vai một thợ làm tóc hài hước. Sau công bố bất ngờ của Murphy rằng mùa thứ tám sẽ là mùa kết nối giữa Nhà sát nhân và Hội phù thủy, Joan Collins vẫn tiếp tục tham gia.

## Tiếp nhận
American Horror Story: Apocalypse nhận được các phê bình khả quan từ giới phê bình. Trang đánh giá Rotten Tomatoes cho tỷ lệ tán thưởng là 89% với điểm rating 8.07/10, trên 27 nhận xét. Trên trang Metacritic, mùa phim đạt 63 trên 100, tức một sự tiếp nhận " tương đối khả quan ".